# Mason Nunatak
Mason Nunatak är en nunatak i Antarktis. Den ligger i Östantarktis. Australien gör anspråk på området. Toppen på Mason Nunatak är 1 764 meter över havet.
Terrängen runt Mason Nunatak är lite kuperad. Trakten är obefolkad. Det finns inga samhällen i närheten.